# Corpo del genio navale
El Corpo del genio navale es uno de los siete cuerpos de la Marina de Italia, cuyos más famosos exponentes fueron Benedetto Brin , Vittorio Cuniberti, Raffaele Rossetti, Teseo Tesei.
Al igual que todos los cuerpos de la Marina, a excepción de la Infantería de Marina, que está representado exclusivamente por funcionarios, de, en su mayor parte, el curso normal de la Academia Naval de Livorno o, en algunos casos, seleccionados de las competiciones. El grado requerido para los oficiales de las funciones normales de la academia es el de Ingeniería Naval(3 +2).

## Tareas
El Genio Naval es responsable del mantenimiento y desarrollo de material naval de la Armada. A tal efecto, los funcionarios del genio naval sirven tanto como oficiales de máquinas embarcándose en los buques de guerra, tanto en la gestión de personal de los órganos técnicos de la Armada, especialmente los astilleros navales. A bordo, el funcionario ejerce funciones de responsabilidad de la propulsión, generación de energía, casco, la seguridad y todas las instalaciones no electrónicas. En tierra cumplen tareas de apoyo en los arsenales de los barcos, ayudan a diseñar nuevas unidades y tienen la responsabilidad del ámbito técnico.
El cuerpo de la ingeniería naval es famoso por los medios de ataque, y los buceadores, inventados por los mismos oficiales (SLC o "Maiale", "grilli", el Motoscafo Armato Silurante, ...).

## Grados
Después de la reforma de los nombres de los grados de la Armada que se introdujo en 1973, los funcionarios del Genio Navale tienen el mismo grado de los otros oficiales de la Armada, con la adición del sufijo (GN). Quedan varias denominaciones de grados de almirante Inspector (equivalente al vicealmirante), y el almirante Jefe Inspector (equivalente a almirante). Hasta la reforma de 1973 los grados de los oficiales (GN) tenían los mismos nombres que se utilizan en el ejército italiano. Así, teniente (GN) fue nombrado capitán (GN), y así sucesivamente para los otros grados.